# Ypthima batesi
Ypthima batesi is een vlinder uit de onderfamilie Satyrinae van de familie Nymphalidae. De wetenschappelijke naam van de soort is voor het eerst geldig gepubliceerd in 1867 door Felder.

## Synoniemen
- Strabena batesii
- Ypthima batesii (Elwes & Edwards, 1893)
- Strabena Frater (Oberthür, 1916)

## Ondersoort
- Ypthima batesii elwesi (Aurivillius, 1898), synoniemen: Strabena nepos (Oberthür, 1916) en Strabena io (Paulian, 1950). Deze soort is endemisch op Madagaskar.[2]